# U-23
O Unterseeboot 23 foi um submarino alemão que serviu na Kriegsmarine durante a Segunda Guerra Mundial.
Foram abertos buracos em seu casco para afundar às 22:10 do dia 10 de Setembro de 1944, próximo da costa com a Turquia, no Mar Negro.

## Comandantes
| Comandante                | Data                                         |
| ------------------------- | -------------------------------------------- |
| KrvKpt. Eberhard Godt     | 1 de Setembro de 1936 - 3 de Janeiro de 1938 |
| Hans-Günther Looff        | 1936/37 - 30 de Setembro de 1937             |
| Kptlt. Otto Kretschmer    | 1 de Outubro de 1937 - 1 de Abril de 1940    |
| Kptlt. Heinz Beduhn       | 8 de Abril de 1940 - 19 de Maio de 1940      |
| Heinrich Driver           | 20 de Maio de 1940 - 30 de Setembro de 1940  |
| Kurt Reichenbach-Klinke   | 1 de Outubro de 1940 - 20 de Março de 1941   |
| Ernst-Ulrich Brüller      | 21 de Março de 1941 - 23 de Setembro de 1941 |
| Ulrich Gräf               | 24 de Setembro de 1941 - 26 de Março de 1942 |
| Kptlt. Rolf-Birger Wahlen | 27 de Março de 1942 - 19 de Junho de 1944    |
| Oblt. Rudolf Arendt       | 20 de Junho de 1944 - 10 de Setembro de 1944 |

## Carreira

### Subordinação
| 1 de Setembro de 1936 - 30 de Junho de 1940   | 1. Unterseebootsflottille  |
| 1 de Julho de 1940 - 30 de Setembro de 1942   | 21. Unterseebootsflottille |
| 1 de Outubro de 1942 - 10 de Setembro de 1944 | 30. Unterseebootsflottille |

### Patrulhas
|       | Comandante                | Partida     | Partida       | Chegada     | Chegada       | Dias     | Toneladas |
| ----- | ------------------------- | ----------- | ------------- | ----------- | ------------- | -------- | --------- |
| 1     | Kptlt. Otto Kretschmer    | 25 Ago 1939 | Wilhelmshaven | 4 Set 1939  | Wilhelmshaven | 11 dias  |           |
| 2     | Kptlt. Otto Kretschmer    | 9 Set 1939  | Wilhelmshaven | 21 Set 1939 | Kiel          | 13 dias  |           |
|       | Kptlt. Otto Kretschmer    | 29 Set 1939 | Kiel          | 30 Set 1939 | Wilhelmshaven | 2 dias   |           |
| 3     | Kptlt. Otto Kretschmer    | 1 Out 1939  | Wilhelmshaven | 16 Out 1939 | Kiel          | 16 dias  | 876       |
| 4     | Kptlt. Otto Kretschmer    | 1 Nov 1939  | Kiel          | 9 Nov 1939  | Kiel          | 9 dias   |           |
| 5     | Kptlt. Otto Kretschmer    | 5 Dez 1939  | Kiel          | 15 Dez 1939 | Kiel          | 11 dias  | 2,400     |
| 6     | Kptlt. Otto Kretschmer    | 8 Jan 1940  | Kiel          | 15 Jan 1940 | Wilhelmshaven | 8 dias   | 11,667    |
| 7     | Kptlt. Otto Kretschmer    | 18 Jan 1940 | Wilhelmshaven | 29 Jan 1940 | Wilhelmshaven | 12 dias  | 1,085     |
| 8     | Kptlt. Otto Kretschmer    | 9 Fev 1940  | Wilhelmshaven | 25 Fev 1940 | Wilhelmshaven | 17 dias  | 11,596    |
|       | Kptlt. Otto Kretschmer    | 26 Fev 1940 | Wilhelmshaven | 28 Fev 1940 | Kiel          | 3 dias   |           |
|       | Kptlt. Heinz Beduhn       | 9 Abr 1940  | Kiel          | 10 Abr 1940 | Wilhelmshaven | 2 dias   |           |
| 9     | Kptlt. Heinz Beduhn       | 13 Abr 1940 | Wilhelmshaven | 3 Mai 1940  | Kiel          | 21 dias  |           |
| 10    | Rolf-Birger Wahlen        | 27 Jun 1943 | Konstanza     | 16 Jul 1943 | Sevastopol    | 20 dias  |           |
| 10    | Rolf-Birger Wahlen        | 18 Jul 1943 | Sevastopol    | 19 Jul 1943 | Konstanza     | 2 dias   |           |
| 11    | Rolf-Birger Wahlen        | 10 Ago 1943 | Konstanza     | 9 Set 1943  | Konstanza     | 31 dias  | 35        |
| 12    | Kptlt. Rolf-Birger Wahlen | 10 Out 1943 | Konstanza     | 11 Nov 1943 | Konstanza     | 33 dias  | 1,377     |
| 13    | Kptlt. Rolf-Birger Wahlen | 14 Dez 1943 | Konstanza     | 7 Jan 1944  | Konstanza     | 25 dias  |           |
| 14    | Kptlt. Rolf-Birger Wahlen | 30 Mar 1944 | Konstanza     | 24 Abr 1944 | Konstanza     | 26 dias  | 56        |
| 15    | Kptlt. Rolf-Birger Wahlen | 17 Mai 1944 | Konstanza     | 7 Jun 1944  | Konstanza     | 22 dias  | 71        |
| 16    | Oblt. Rudolf Arendt       | 16 Ago 1944 | Konstanza     | 10 Set 1944 | 26 dias       | 2,686    |           |
| Total | Total                     | Total       | Total         | Total       | Total         | 303 dias | 31 849 t  |

### Navios atacados peloU-23
- 7 navios afundados num total de 11 179 GRT[1]
- 2 navios de guerra afundados num total de 1 410 toneladas
- 1 navio de guerra auxiliar afundado tendo 1 005 GRT
- 1 navio de guerra danificado tendo 56 toneladas
- 3 navios com perda total totalizando 18 199 GRT

| Data        | Comandante         | Nome da Embarcação                      | Toneladas | Nacionalidade              |
| ----------- | ------------------ | --------------------------------------- | --------- | -------------------------- |
| 4 Out 1939  | Otto Kretschmer    | Glen Farg                               | 876       | Reino Unido                |
| 8 Dez 1939  | Otto Kretschmer    | Scotia                                  | 2 400     | Dinamarca                  |
| 11 Jan 1940 | Otto Kretschmer    | Fredville                               | 1 150     | Noruega                    |
| 12 Jan 1940 | Otto Kretschmer    | Danmark                                 | 10 517    | Dinamarca                  |
| 24 Jan 1940 | Otto Kretschmer    | Varild                                  | 1 085     | Noruega                    |
| 18 Fev 1940 | Otto Kretschmer    | HMS Daring (H-16)                       | 1,375     | Marinha Real Britânica     |
| 19 Fev 1940 | Otto Kretschmer    | Tiberton                                | 5 225     | Reino Unido                |
| 22 Fev 1940 | Otto Kretschmer    | Loch Maddy                              | 4 996     | Reino Unido                |
| 24 Ago 1943 | Rolf-Birger Wahlen | Shkval                                  | 35        | Rússia                     |
| 15 Out 1943 | Rolf-Birger Wahlen | TSC-486 Sovetskaja Rossija (danificado) | 1 005     | Marinha da União Soviética |
| 23 Out 1943 | Rolf-Birger Wahlen | Tanais                                  | 372       | Rússia                     |
| 5 Abr 1944  | Rolf-Birger Wahlen | SKA-099 (danificado)                    | 56        | Marinha da União Soviética |
| 29 Mai 1944 | Rolf-Birger Wahlen | Smelyj                                  | 71        | Rússia                     |
| 1 Set 1944  | Rudolf Arendt      | Oituz                                   | 2 686     | Roménia                    |
| Total       | Total              | Total                                   | 31 849 t  |                            |